# Гиббеум
Гиббеум (лат. Gibbaeum) — род растений семейства Аизовые (Aizoaceae), произрастающий на территории Капской провинции ЮАР. 

## Название
Родовое латинское (научное) название Gibbaeum происходит от латинского слова gibba, что переводится как «вздутие» или «выпуклость», относящееся к выступу или выпуклости на нижней поверхности более длинного листа каждой пары.

## Ботаническое описание

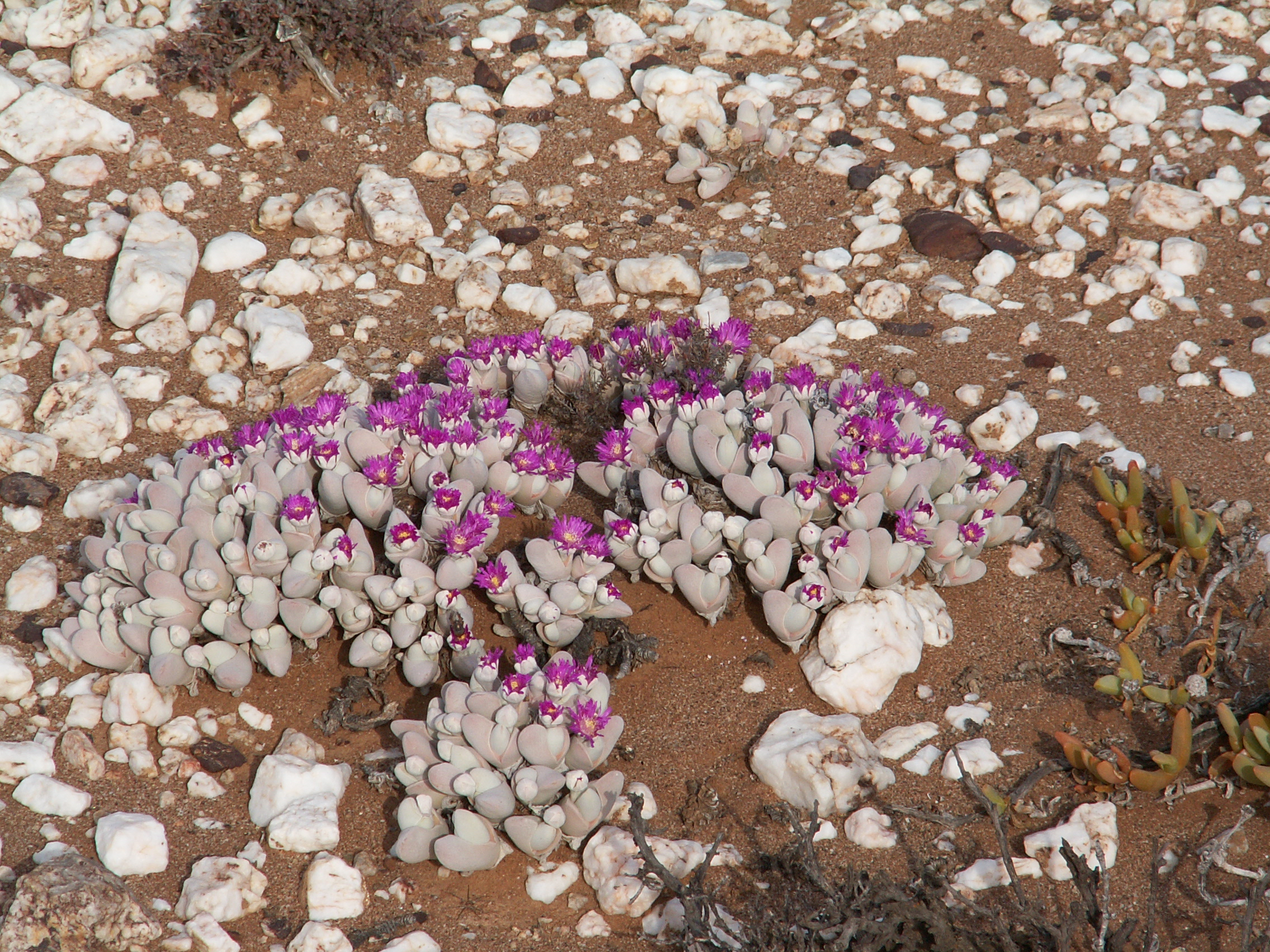
Gibbaeum pubescens в естественной среде обитания

Представители рода — карликовые суккулентные растения, которые образуют компактные куртины или коврики высотой до 200 мм. У них обычно короткое одеревеневшее корневище или мясистые корни. Листья часто неравные и разнообразной формы, сросшиеся в разной степени, образуя округлые или треугольные тела с пальцевидными вершинами. Они могут быть светло- или темно-зелеными, голубовато-зелеными, красноватыми, серо-металлическими, беловато-зелеными или серо-белыми. Поверхность листьев может быть покрыта мелкими волосками или гладкой. Устьица и вспомогательные клетки часто вдавлены.
Цветки одиночные, расположенные в верхней части стебля на цветоножке, двухсторонние, с диаметром от 20 до 80 мм, могут быть фиолетовыми или белыми. Они открываются днем и закрываются вечером. Чашелистиков обычно 6-9 и равных. Лепестки располагаются в 1-3 рядах, они линейные, свободные и могут быть белыми, розовыми или различных оттенков фиолетового. Некоторые виды могут иметь стаминодии (видоизмененные тычинки) у основания. Нектарник состоит из 6 (или 9) крупных зубчатых железок. Плодом является 6-9-гнездная коробочка, похожая на плоды рода Дрозантемум (Drosanthemum). Она выпуклая или коническая, с выступающими швами. Створки дельтовидные, расходящиеся и загибающиеся при расширении. Кили плода расширяются и могут быть параллельными или расходящимися, редко зубчатыми, с широкими крыльями на концах. Внутри плода нет покровных мембран или замыкающих тел. В каждом гнезде содержится много остроузких и гладких семян.

## Таксономия
Gibbaeum Haw. ex N.E.Br., первое упоминание в Gard. Chron., ser. 3, 78: 413 (1925).

### Виды
Подтвержденные виды (17) по данным сайта Plants of the World Online на 2023 год:
- Gibbaeum album N.E.Br.
- Gibbaeum angulipes (L.Bolus) N.E.Br.
- Gibbaeum dispar N.E.Br.
- Gibbaeum esterhuyseniae L.Bolus
- Gibbaeum geminum N.E.Br.
- Gibbaeum gibbosum (Haw.) N.E.Br.
- Gibbaeum hartmannianum Thiede & Niesler
- Gibbaeum heathii (N.E.Br.) L.Bolus
- Gibbaeum hortenseae (N.E.Br.) Thiede & Klak [syn.  Muiria hortenseae N.E.Br.]
- Gibbaeum ihlenfeldtii Thiede
- Gibbaeum nebrownii Tischler
- Gibbaeum nuciforme (Haw.) Glen & H.E.K.Hartmann
- Gibbaeum pachypodium (Kensit) L.Bolus
- Gibbaeum petrense (N.E.Br.) Tischler
- Gibbaeum pilosulum (N.E.Br.) N.E.Br.
- Gibbaeum pubescens (Haw.) N.E.Br.
- Gibbaeum shandii (N.E.Br.) N.E.Br.
- Gibbaeum velutinum (L.Bolus) Schwantes

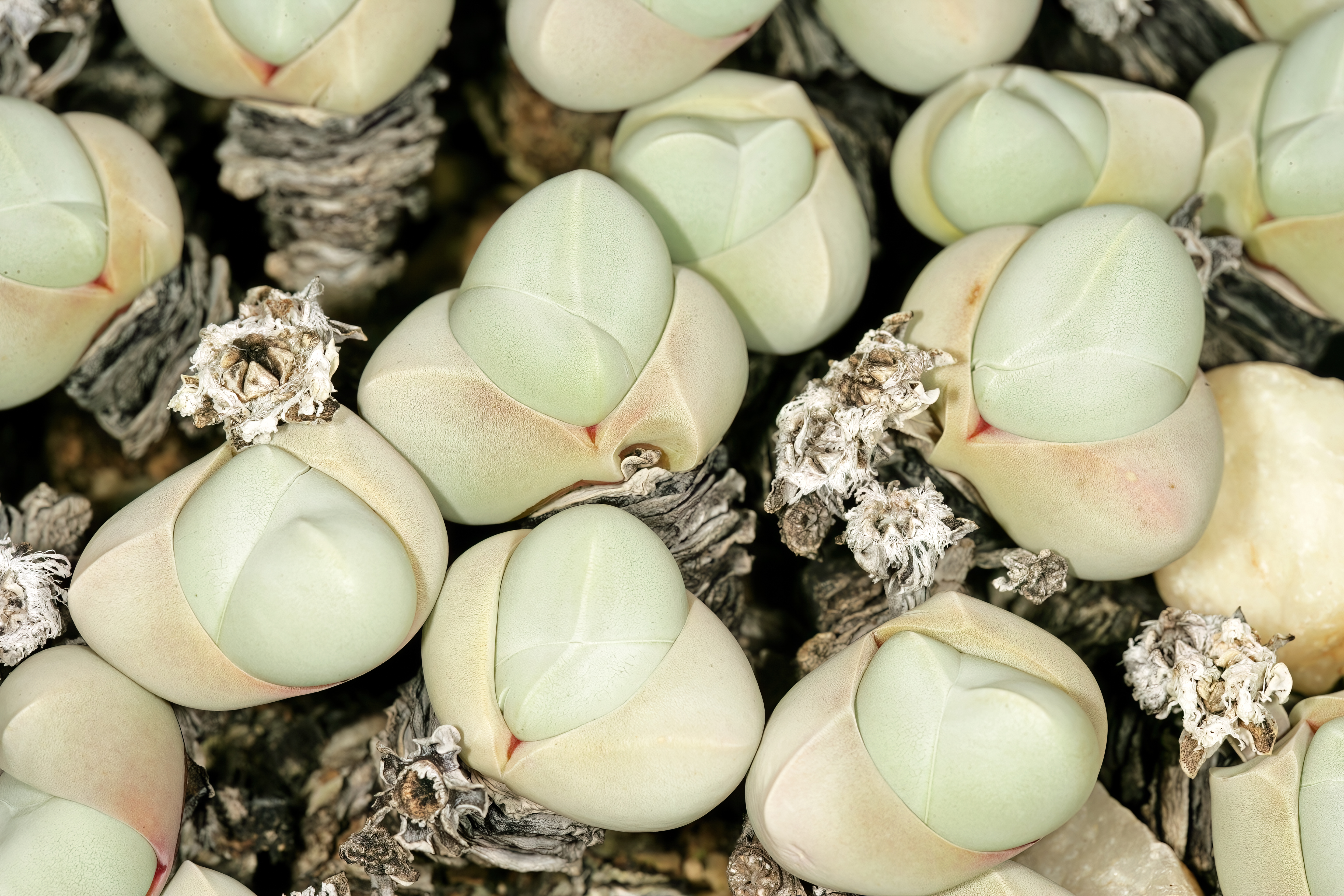
Gibbaeum album
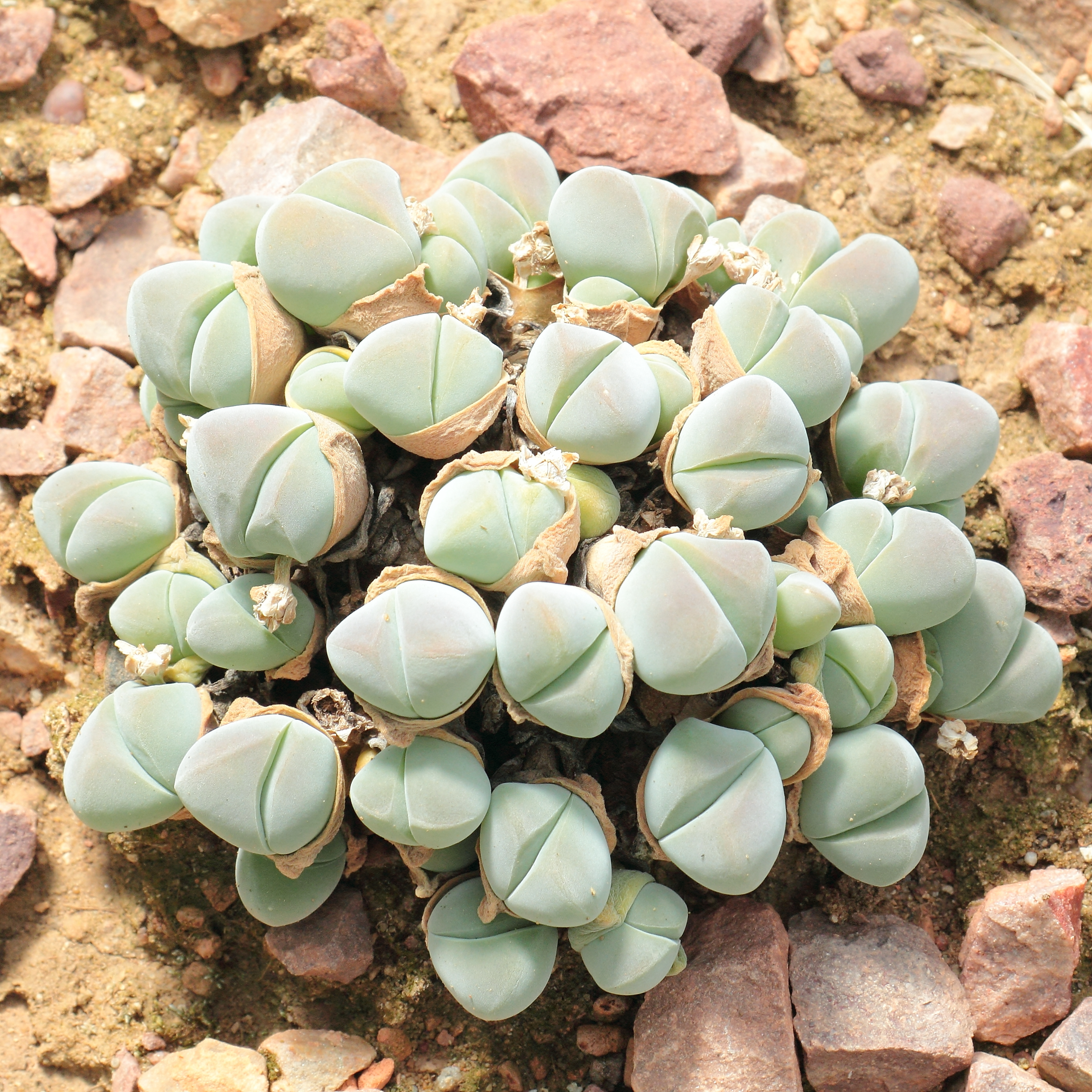
Gibbaeum dispar
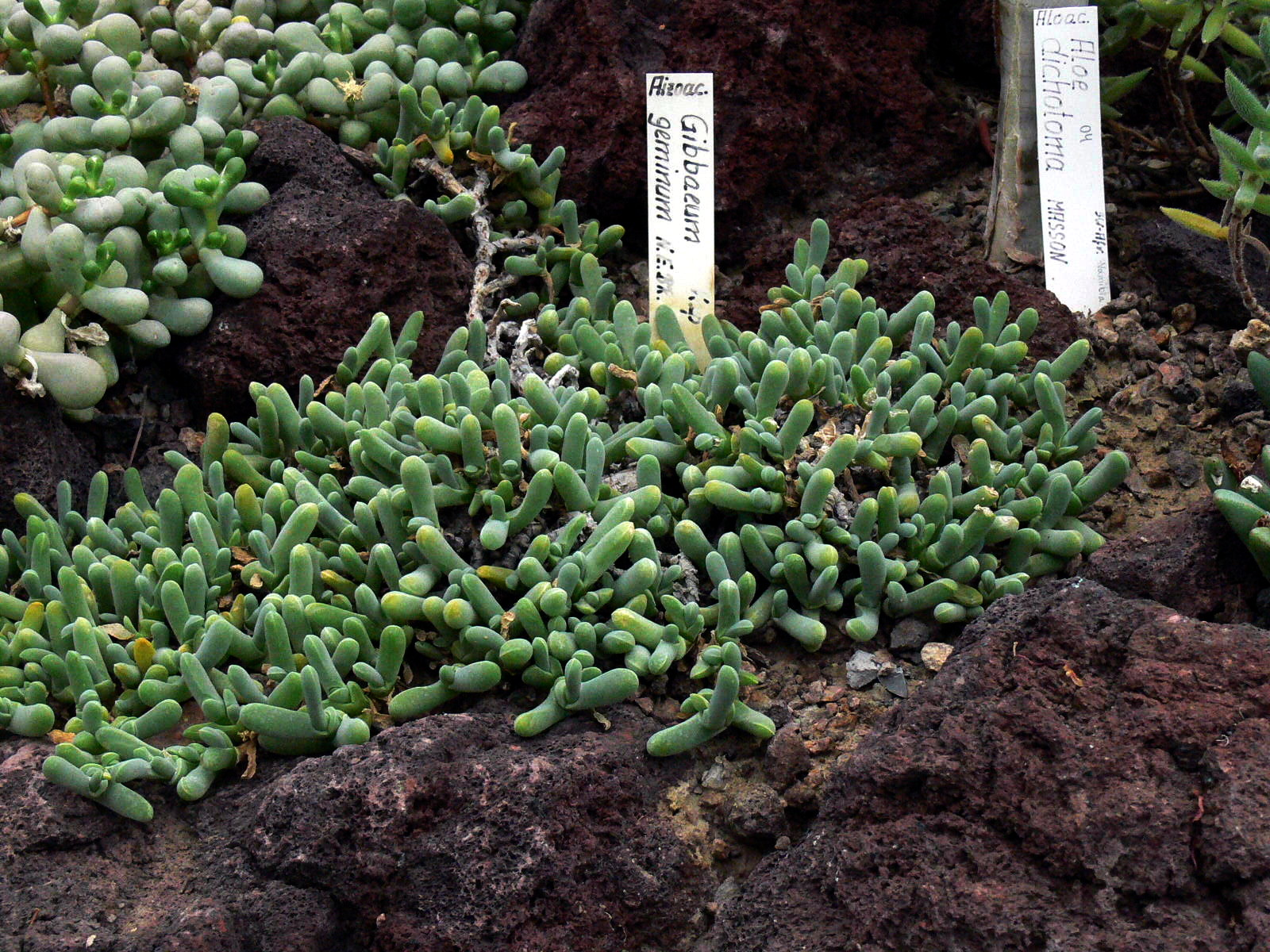
Gibbaeum geminum
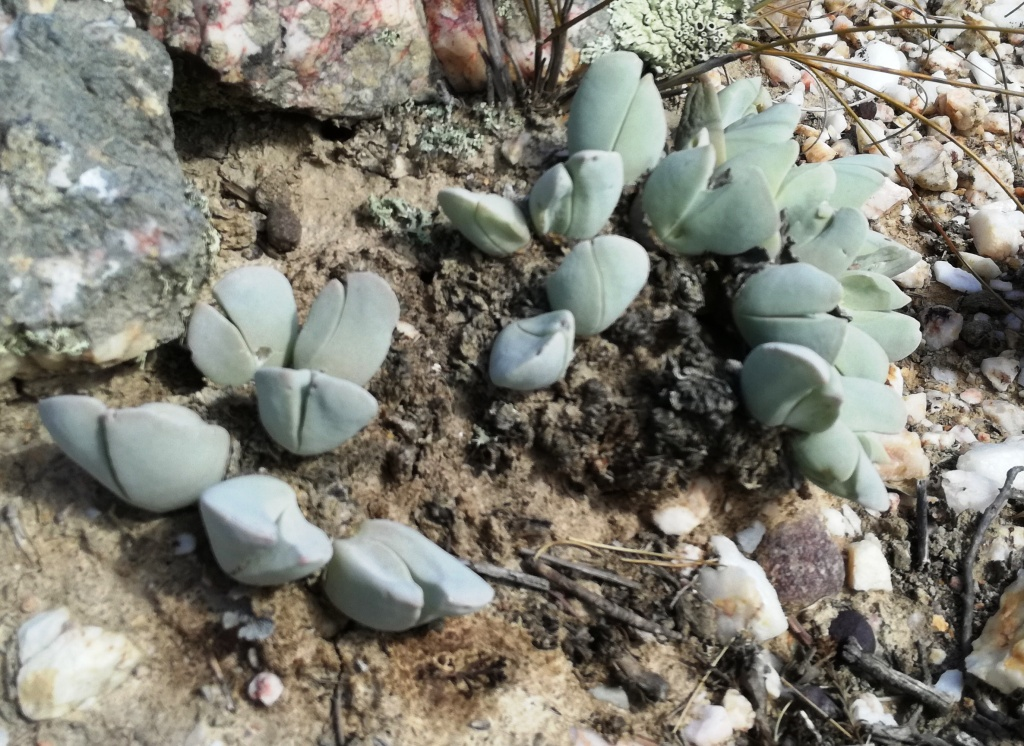
Gibbaeum hartmannianum
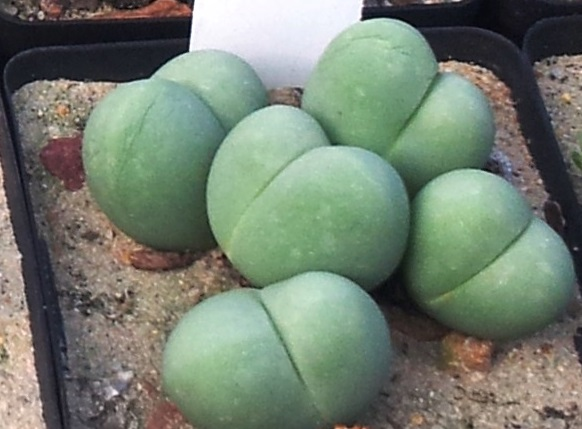
Gibbaeum heathii
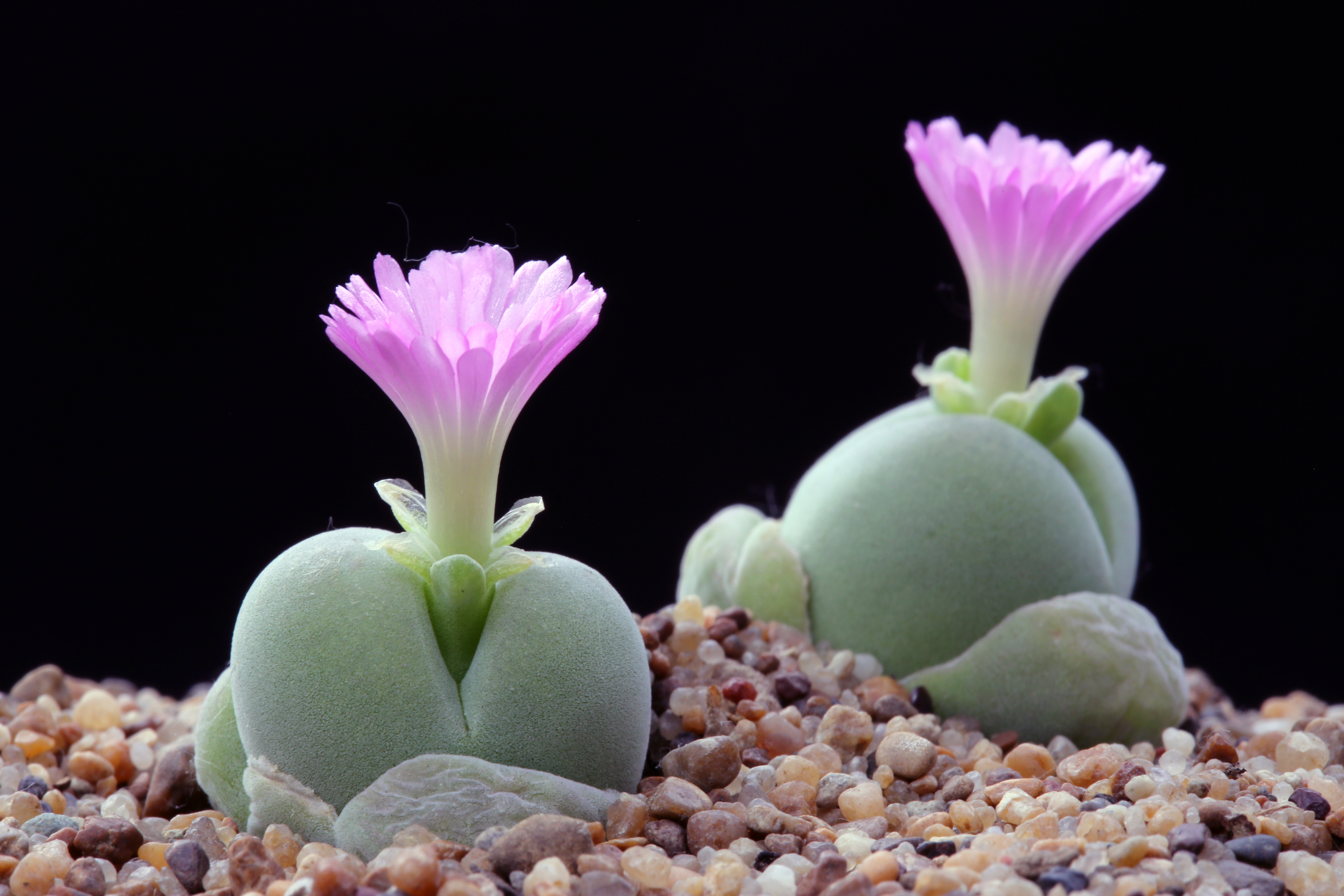
Gibbaeum nebrownii
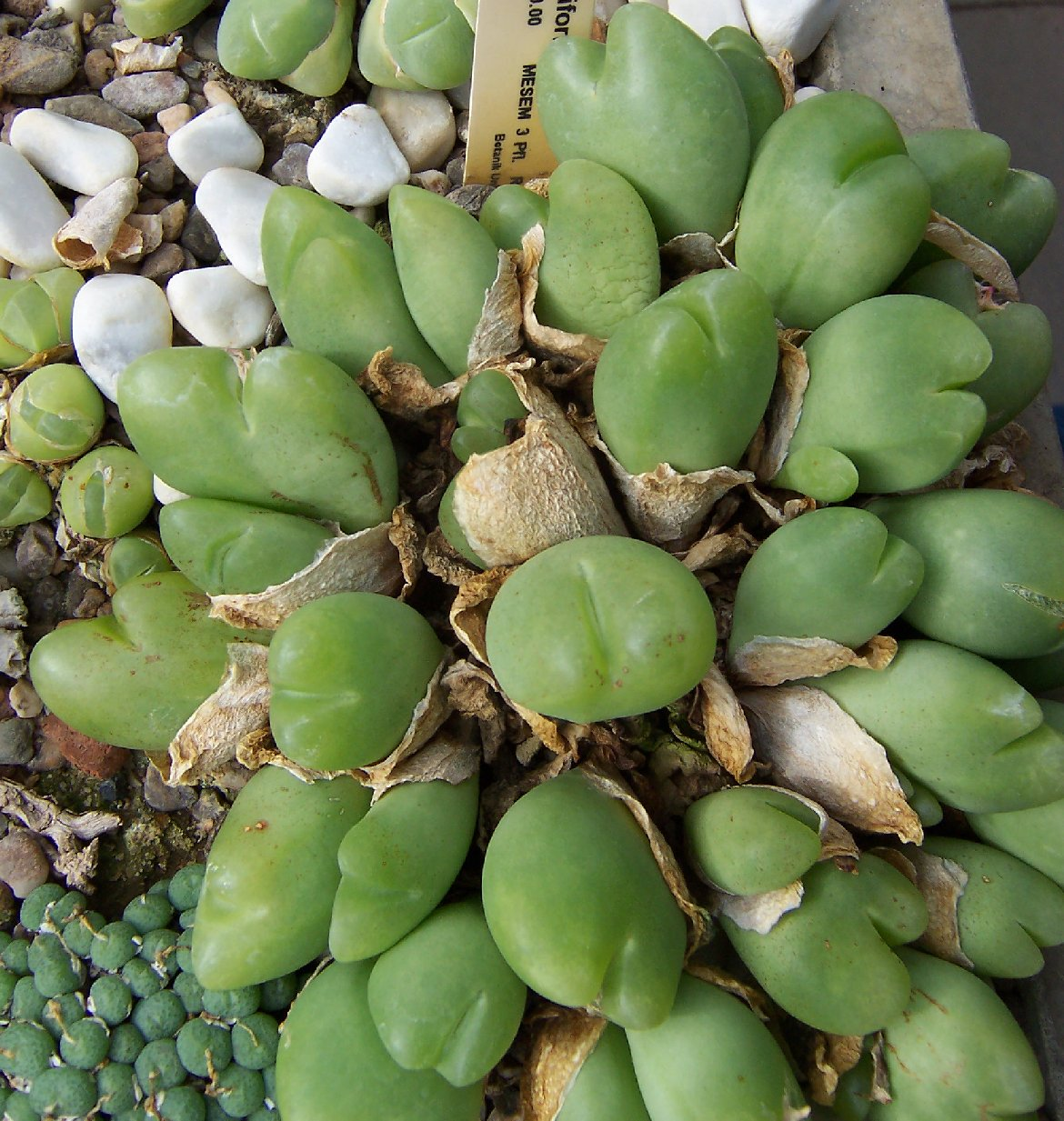
Gibbaeum nuciforme
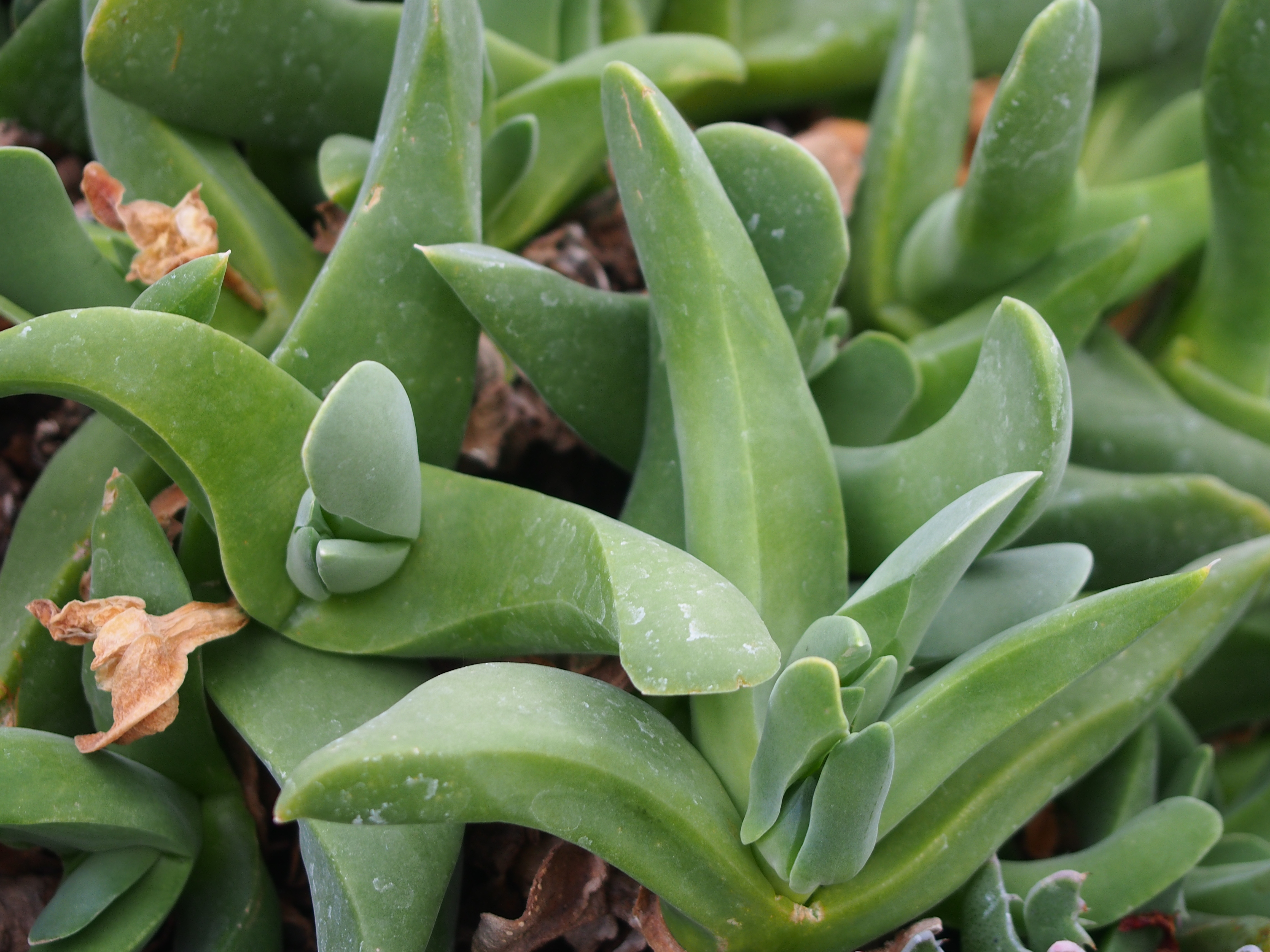
Gibbaeum pachypodium
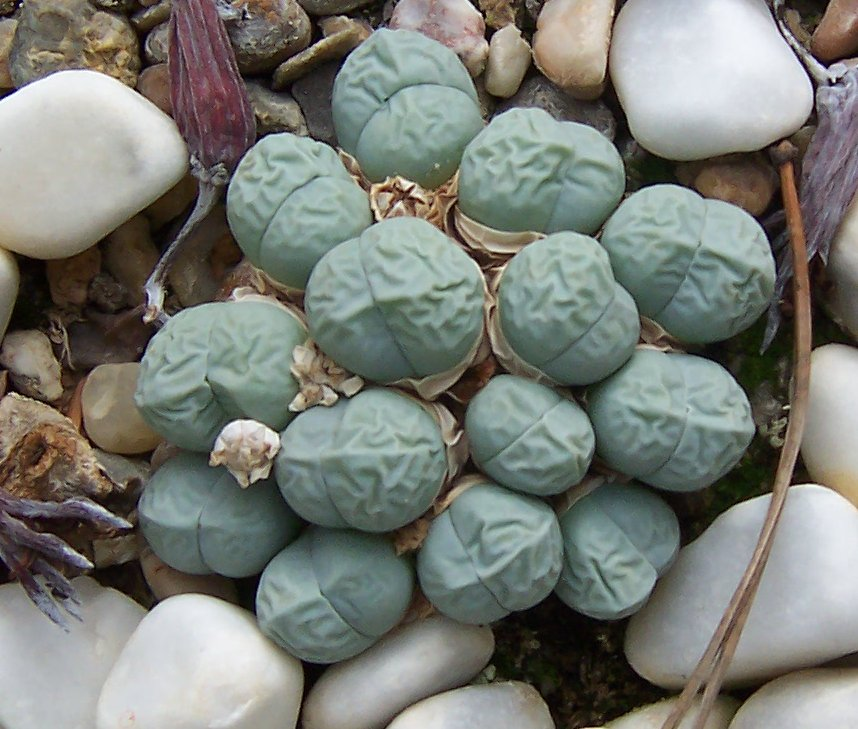
Gibbaeum petrense
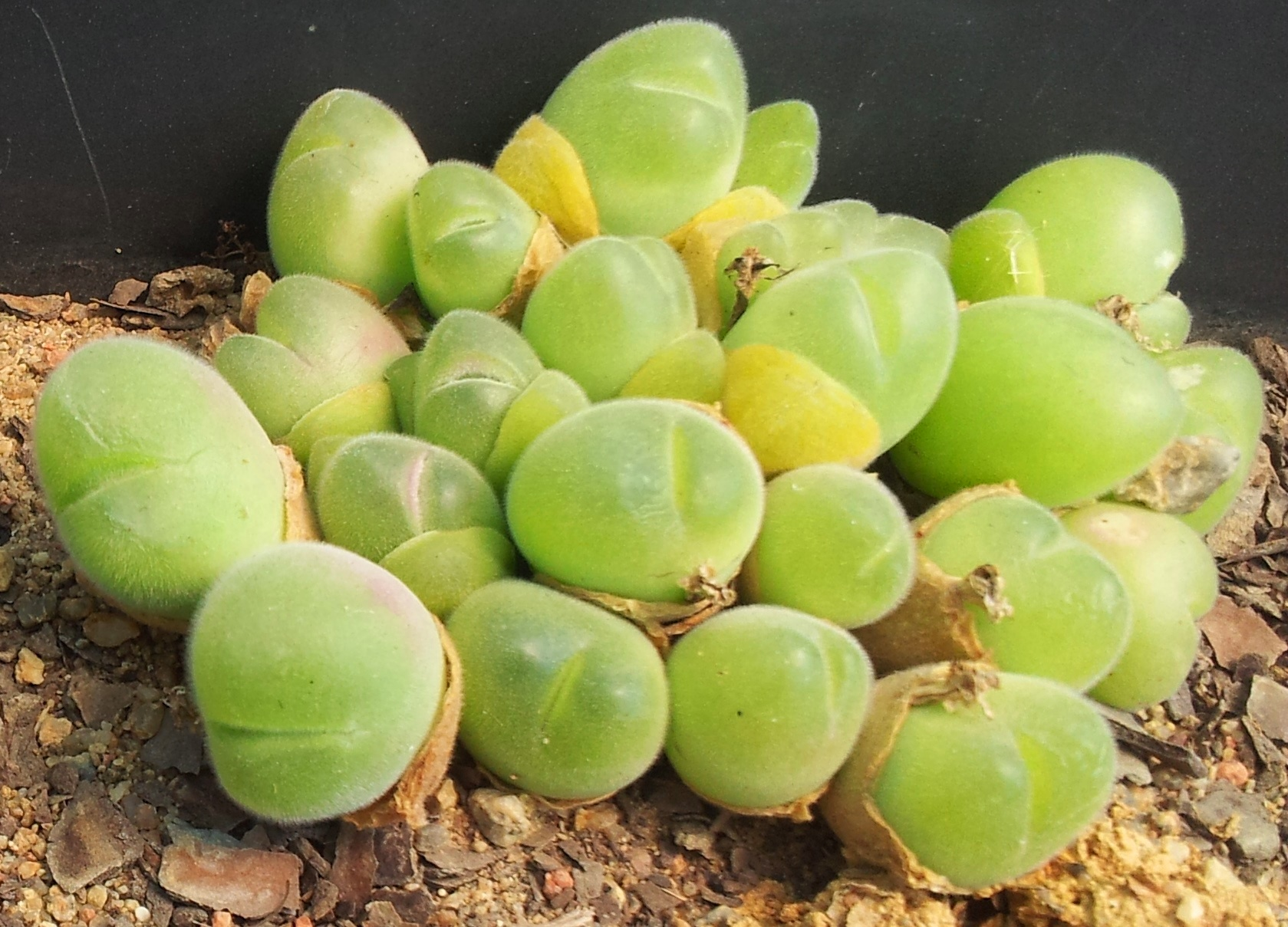
Gibbaeum pilosulum
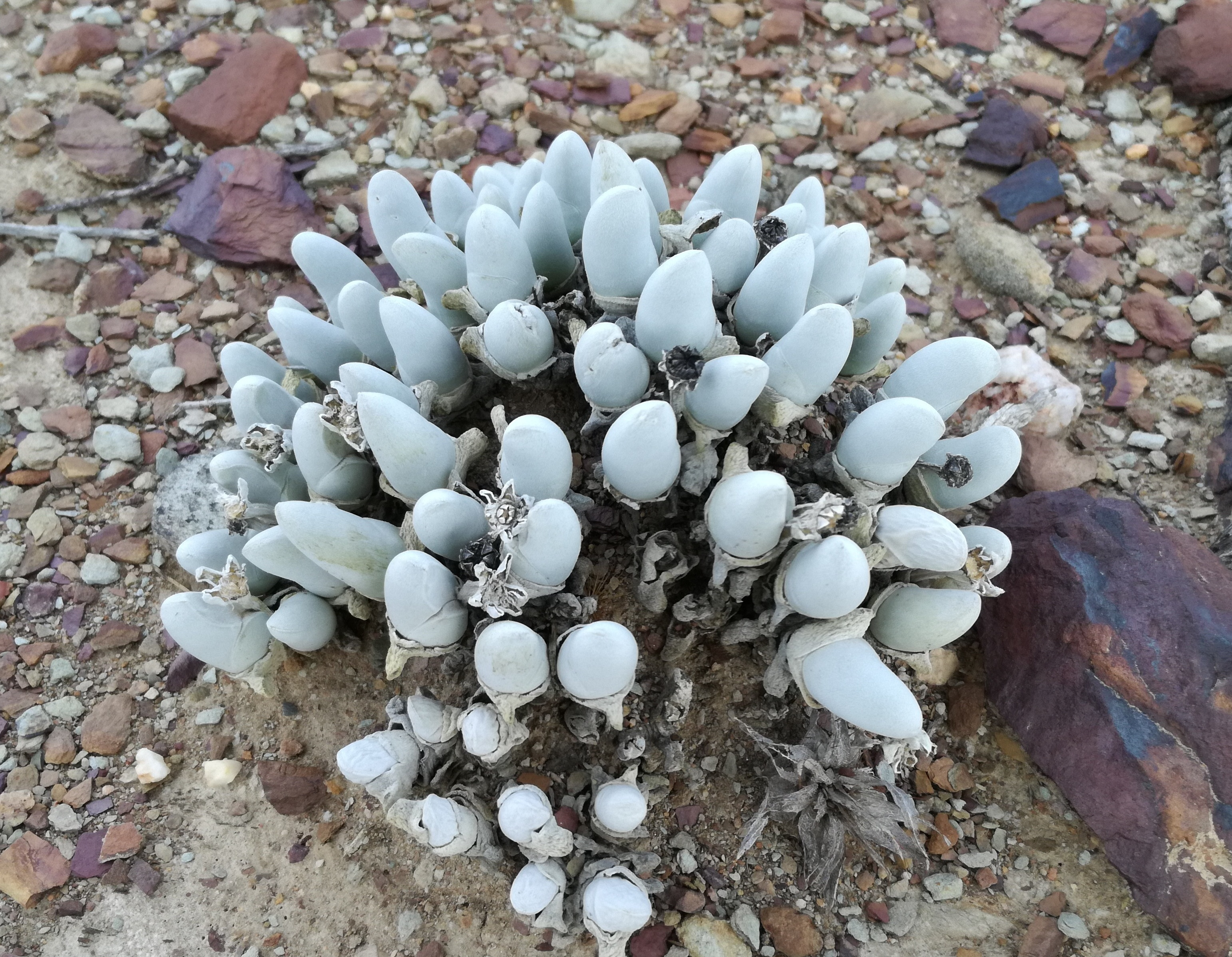
Gibbaeum pubescens
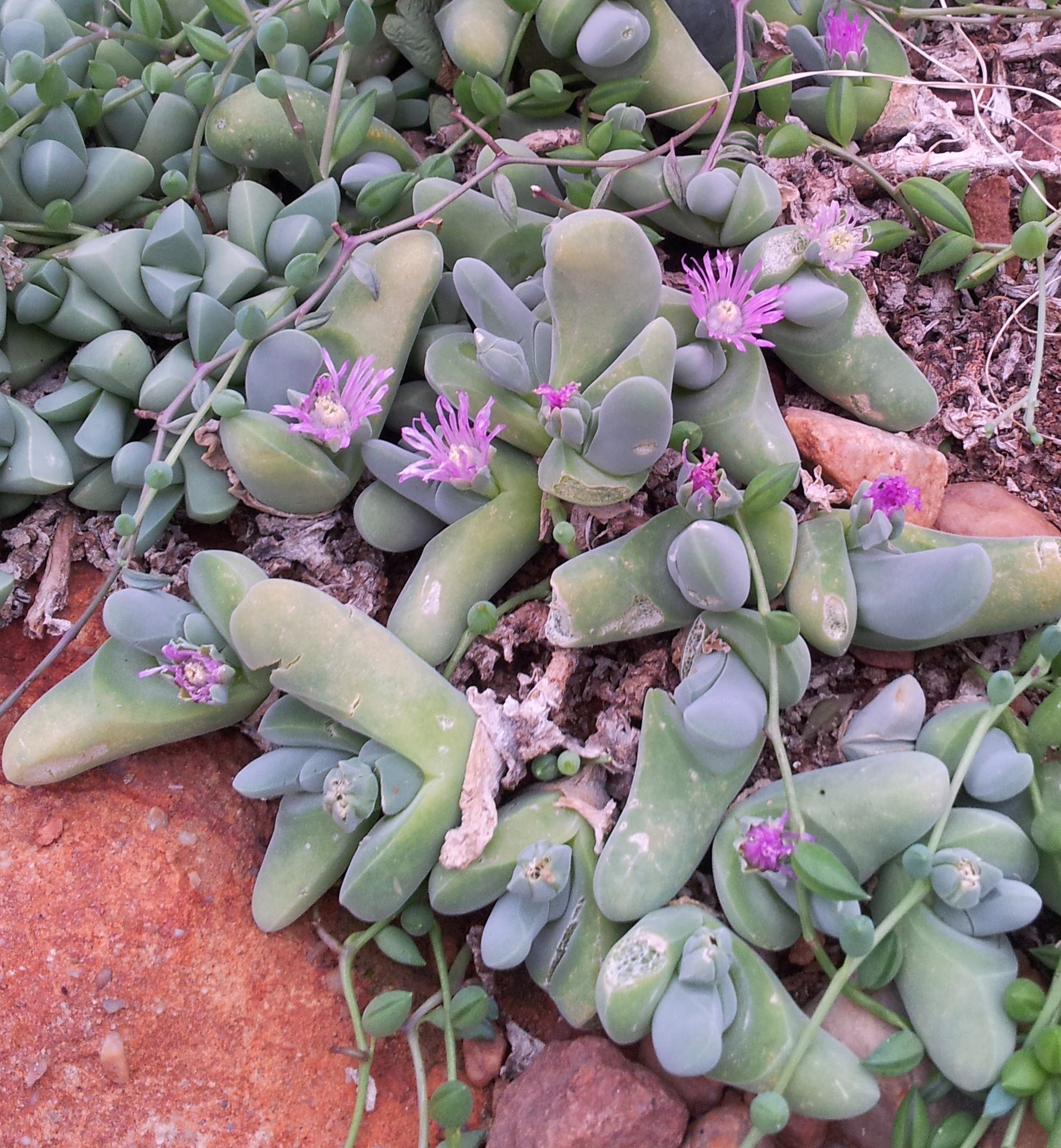
Gibbaeum shandii
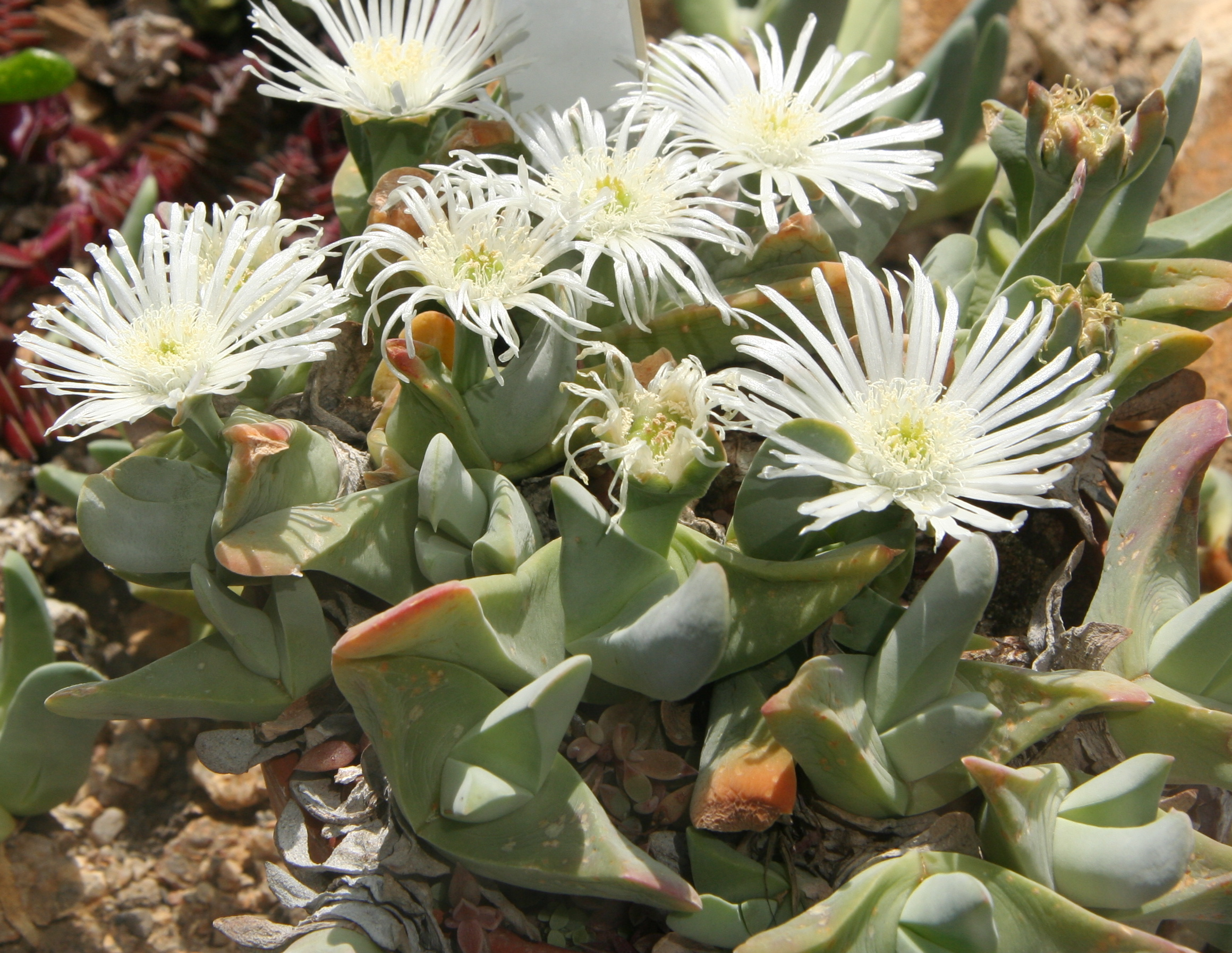
Gibbaeum velutinum